# Euphorbia duclouxii
Euphorbia duclouxii es una especie fanerógama perteneciente a la familia de las euforbiáceas.  Es originaria de China.

## Taxonomía
Euphorbia duclouxii fue descrita por Alan Radcliffe-Smith y publicado en Kew Bulletin 51(1): 102. 1996
Etimología
Euphorbia: nombre genérico que deriva del médico griego del rey Juba II de Mauritania (52 a 50 a. C. - 23), Euphorbus, en su honor – o en alusión a su gran vientre –  ya que usaba médicamente Euphorbia resinifera. En 1753 Carlos Linneo asignó el nombre a todo el género.
duclouxii: epíteto otorgado en honor del botánico y clérigo francés François Ducloux (1864-1945), quien recolectó plantas en Yunan en China.